# Sharafnameh

Sharaf al-Din Bitlisi (Şerefxanê Bedlîsî)

Le Sharafnameh ou Sherefname (en perse شرفنامه, en kurde Şerefname) est une célèbre chronique kurde. Son auteur est Sharaf al-Din Bitlisi, prince, poète et historien kurde (1543 - 1599/1603). Le texte est considéré comme l'une des principales sources sur l'histoire kurde. 

## Une source fondamentale

### L'auteur
L'auteur de la chronique est Sharaf al-Din Bitlisi ou Sharaf Khan Bitlisi (1543–1599 ou 1603 suivant les sources) est né le 25 février 1543 dans le village de Garmrood, dans la province d'Arak au centre de l'Iran, pendant l'exil de son père, Shams Al-Din, prince de Bitlis. Il est le fils du prince Shamsuddin et le petit-fils de Sharafkhan.
En 1576, le roi séfévide Tahmasb lui accorde le titre d'Amir al Omara (prince des princes) et le nomme chef de toutes les tribus iraniennes. En 1578, Sharaf Khan abandonne son titre et soutient les Ottomans contre les Perses en leur offrant 400 soldats. Entre 1578 et 1588, il soutient toutes les entreprises militaires ottomanes contre les Perses. En 1583, le sultan ottoman Mourad III lui accorde le titre de Khan et le nomme prince de Bitlis. À l'âge de 53 ans, il abdique en faveur de son fils, Shamsaddin Sac Abu Alma'Ali.
Il s'adonne alors pendant plusieurs années à la récolte d'informations sur l'histoire des principautés et des tribus kurdes. Ses recherches aboutissent en 1596, quand il rédige, en persan, une chronique érudite et détaillée, qui est jusqu'à aujourd'hui considérée comme la source la plus importante sur l'histoire kurde médiévale.

### Structure du texte
Le Sharafname est divisé en quatre parties. La première traite de cinq dynasties kurdes qui ont eu un statut royal (ou de sultanat). Il s'agit des Marwanides de Diyabakir et de Cizre, des Hasanwayhides de Dinawar et de Shahrizur, des Fadlouyides du Grand Lor, des princes du Petit Lor, et enfin des Ayyoubides. 
La deuxième partie traite des dynasties qui ont battu monnaie et qui ont eu le privilège que l'on récite la khutba (invocation religieuse prononcée lors de la prière du vendredi, qui nomme d'abord le Prophète, puis les quatre premiers califes, puis les seigneurs du lieu) en leur nom. 
La troisième partie décrit les familles des gouverneurs héréditaires.
La quatrième partie est consacrée à l'histoire de la principauté de Bitlis. 

### Histoire du manuscrit
En 1828, l'armée du Tsar de Russie envahit la ville iranienne d'Ardabil et pille la bibliothèque. Une copie du manuscrit est alors emmenée à Saint-Pétersbourg, où elle se trouve toujours.
La version du manuscrit considérée comme la première, signée par Sharaf Khan, se trouve elle à la Bibliotheca bodleiana à Oxford.

### Traductions
Le Sharafnameh, rédigé en persan, a été traduit en kurde, en arabe, azerbaïdjanais, anglais, russe, allemand, français et turc.
En 1853-1859, l'ouvrage est traduit en allemand par G. A. Barbe et publié à Vienne. 
En 1873 - 1875, François Charmoy, un érudit français, le traduit du persan en français et le publie à Saint-Pétersbourg.
La première traduction en turc est l'œuvre de Mehemed Begê Ahmed Mîreza, qui en publie une version en turc ottoman en 1668. La traduction en turc moderne est réalisée en 1971 par Mehmet Emîn Bozarslan.
Le livre est traduit en kurde kurmandjî en 1858 par Mele Mehmûdê Bayezîdî (réédité en 1986 à Moscou), et en kurde soranî en 1972 par Abdulrahman Sharafkandi Mukriyanî.
Une version originale en persan est éditée en 1931 par Muhammad Alî Awni au Caire. Le même traducteur en publie une version en arabe en 1958.
En 2005, une traduction anglaise est publiée aux États-Unis par Mehrdad Îzadî.